# Vijay Iyer
Pour les articles homonymes, voir Iyer (homonymie).
Vijay Iyer, né le 26 octobre 1971 à Rochester (New York), est un pianiste de jazz d'origine indienne.

## Biographie
Ses parents émigrent aux États-Unis dans les  années 1960. Il commence son apprentissage musical dès ses 3 ans par l'étude du  violon,  puis à l'âge de ses 6 ans pour le piano.
En 1992, il obtient une maîtrise de mathématiques et physique à l'Université Yale, et 2 ans plus tard en 1994 un master en physique et un doctorat en technologie et arts à l'Université de Californie (Berkeley). C'est alors qu'il se présente à Steve Coleman lors d'une résidence des Five Elements Il est encore indécis sur le choix d'une profession. Mais  son engagement par Steve Coleman pour une tournée avec son groupe The Mystic Rythm & Society marque le choix de la carrière musicale, concrétisée par la parution de son premier album, Memorophilia, en 1996 sur le label Asian Improv Records.
Son album Break Stuff fait partie des meilleurs albums de 2015 pour le New York Times.

## Discographie

### En tant que leader ou coleader
- 1996: Memorophilia (Asian Improv Records)
- 2001: Architextures (Red Giant Records)
- 2001: Panoptic Modes (Red Giant Records)
- 2002: Fieldwork, Your Life Flashes (Pi Recordings)
- 2003: Blood Sutra (Artists House Music)
- 2003inwhatstrumentals[3] (2020)
- 2003: In What Language?[4] (Pi Recordings), avec Mike Ladd
- 2005: Reimagining (Savoy Jazz)
- 2005: Fieldwork, Simulated Progress (Pi Recordings)
- 2006: Raw Materials (Savoy Records), avec Rudresh Mahanthappa
- 2007: Still Life With Commentator (Savoy Jazz), avec Mike Ladd
- 2008: Fieldwork, Door (Pi Recordings)
- 2008: Tragicomic[5] (Sunnyside Records)
- 2009: Historicity[6] (ACT Music)
- 2010: Solo[7] (ACT Music)
- 2011: Tirtha[8] (ACT Music)
- 2012: Accelerando[9] (ACT Music)
- 2012: Holding it down: The veterans' dreams project[10] (Pi Recordings)
- 2013: Mutations  (ECM)
- 2015: Break Stuff[11] (ECM)
- 2016: A Cosmic Rhythm With Each Stroke (ECM) avec Wadada Leo Smith
- 2017 : Far From Over[12] (ECM) en sextet avec Stephan Crump (de), Tyshawn Sorey, Steve Lehman, Mark Shim et Graham Haynes

- Coup de cœur Jazz et Blues 2017 de l'Académie Charles-Cros proposé le 20 novembre 2017 lors de l’émission Open Jazz d’Alex Dutilh sur France Musique.
- 2018 The Transitory Poems (en) (ECM), Duo, with Craig Taborn (piano)
- 2021 Uneasy (en)[14] (ECM), Trio, avec Linda May Han Ohv (en) (contrebasse) et Tyshawn Sorey (percussions) ( 2021)

### En tant que sideman ou producteur

#### Avec Steve Coleman
- 1995: Steve Coleman and The Mystic Rhythm Society, Myths, Modes, and Means (BMG France)
- 1997: Steve Coleman and the Council of Balance, Genesis (BMG France)
- 1999: Steve Coleman and Five Elements, The Sonic Language of Myth (BMG France)
- 2001: Steve Coleman and Five Elements, The Ascension to Light (BMG France)

#### Avec Liberty Ellman
- 1997: Orthodoxy (Red Giant Records)

#### Avec Eric Crystal
- 1998: Dark Matter (Red Giant Records)

#### Avec Miya Masaoka
- 1998: What is the Difference between Stripping and Playing the Violin? (Victo)

#### Avec Burnt Sugar
- 2001: Blood on the Leaf (TruGroid Records)
- 2002: That Depends on What You Know (TruGroid Records)
- 2003: The Rites (TruGroid Records) Avec Butch Morris, Pete Cosey & Melvin Gibbs
- 2003: Black Sex Y'All Liberation Bloody Random Violets (TruGroid Records)
- 2004: Not April in Paris: Live from Banlieues Bleues (TruGroid Records)
- 2005: If You Can't Can't Dazzle Them With Your Brilliance, Then Baffle Them with Your Blisluth (TruGroid Records)

#### Avec Rudresh Mahanthappa
- 2002: Black Water (Red Giant Records)
- 2004: Mother Tongue (Pi Recordings)
- 2006: Code Book Rudresh Mahanthappa, (Pi Recordings)

#### Avec Roscoe Mitchell
- 2002: Roscoe Mitchell and the Note Factory, Song for my Sister (Pi Recordings)

#### Avec Dead Prez
- 2004: RBG (Sony Urban Music / Columbia Records) (Song: Hell Yeah Feat. Jay-Z)
- 2006: Certified, David Banner (Universal Records) ( Ridin' Feat. Dead Prez & Talib Kweli)

#### Avec Mike Ladd
- 2004: The Nostalgialator (!K7 Records)
- 2004: Negrophilia: The Album Thirsty Ear, Blue Series)
- 2005: Mike Ladd presents Father Divine (ROIR Records)

#### Avec Steve Lehman
- 2005: Demian as Post-Human (Pi Recordings)

#### Avec Wadada Leo Smith
- 2005: Wadada Leo Smith's Golden Quartet, Eclipse (Documentaire)
- 2008: Wadada Leo Smith's Golden Quartet, Tabligh (Cuneiform Records)

#### Avec Imani Uzuri
- 2006: Her Holy Water: A Black Girl's Rock Opera (Her Holy Water Music)

#### Avec Amiri & Amina Baraka
- 2006: The Shani Project (International Records)

#### Avec Michael Dessen
- 2007: Lineal (Circumvention Music)

#### Avec Matana Roberts
- 2008: Matana Roberts Quartet, The Chicago Project (Central Control) (Production)